# Możdżanów
Możdżanów – wieś w gminie Sośnie, w powiecie ostrowskim, w województwie wielkopolskim. Liczy około 142 mieszkańców. Położony w Parku Krajobrazowym Dolina Baryczy w rejonie Stawów Możdżanowskich. Niedaleko wsi rośnie jeden z największych dębów Wielkopolski – trzystuletni Dąb Jan o obwodzie 867 cm i wysokości 28 m. Pień dębu posiada u podstawy sporą dziuplę, zabezpieczoną betonową plombą.

## Położenie
Położony przy zachodniej granicy gminy i powiatu, około 12 km na południe od Odolanowa i około 22 km na południowy zachód od Ostrowa, nad Polską Wodą, otoczony lasem Moja Wola.

## Historia
Położony na terenie historycznego Śląska, tuż przy granicy z Wielkopolską. Znany od 1739 roku. Miejsce urodzenia błogosławionej Kościoła katolickiego Janiny Szymkowiak – siostry Sancji ze zgromadzenia serafitek. Przed 1932 rokiem miejscowość położona była w powiecie odolanowskim, w latach 1975–1998 w województwie kaliskim, w latach 1932–1975 i od 1999 w powiecie ostrowskim.

## Zabytki
- dom nadleśniczego z 1935 roku,
- dwór myśliwski z lat 1890–1902, z dobudowaną w 1935 roku prostokątną, czterokondygnacyjną wieżą z drewnianą galerią, zbudowany dla Karola Neumanna, później okresowa siedziba Wojciecha Lipskiego z Lewkowa, obecnie własność prywatna.

## Przyroda
- Park Krajobrazowy Dolina Baryczy,
- Obszar Chronionego Krajobrazu Wzgórza Ostrzeszowskie i Kotlina Odolanowska,
- Stawy Możdżanowskie,
- Las Moja Wola,
- Dąb Jan.

## Części wsi
- Możdżanów,
- Żabnik (leśniczówka Możdżanów, dwór myśliwski).